# Naturschutzgebiet Tinne / Nehder Kopf

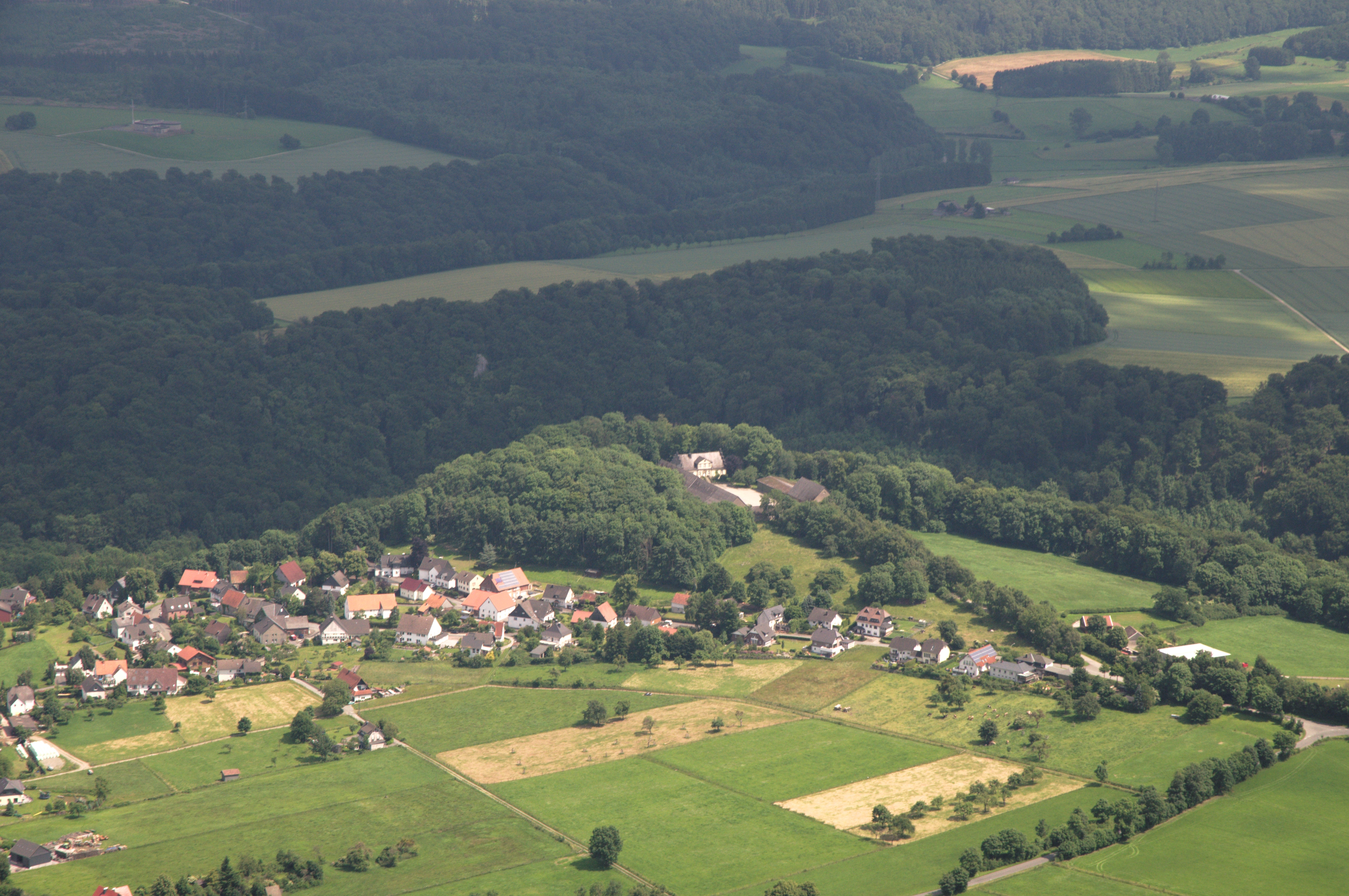
Waldgebiete im NSG, Haus Tinne in der Bildmitte (Luftbild 2013)

Das Naturschutzgebiet Tinne / Nehder Kopf mit einer Größe von 187,20 ha liegt südlich bzw. südöstlich von  Alme im Stadtgebiet von Brilon. Das Gebiet wurde 2008 mit dem Landschaftsplan Briloner Hochfläche durch den Hochsauerlandkreis als Naturschutzgebiet (NSG) ausgewiesen. Das NSG gehört zum FFH-Gebiet Wälder und Quellen des Almetals (DE 4517-301). Das NSG gehört seit 2023 zum Vogelschutzgebiet Diemel- und Hoppecketal mit angrenzenden Wäldern. Das NSG grenzt an einer Stelle direkt an den Dorfrand von Alme.

## Gebietsbeschreibung

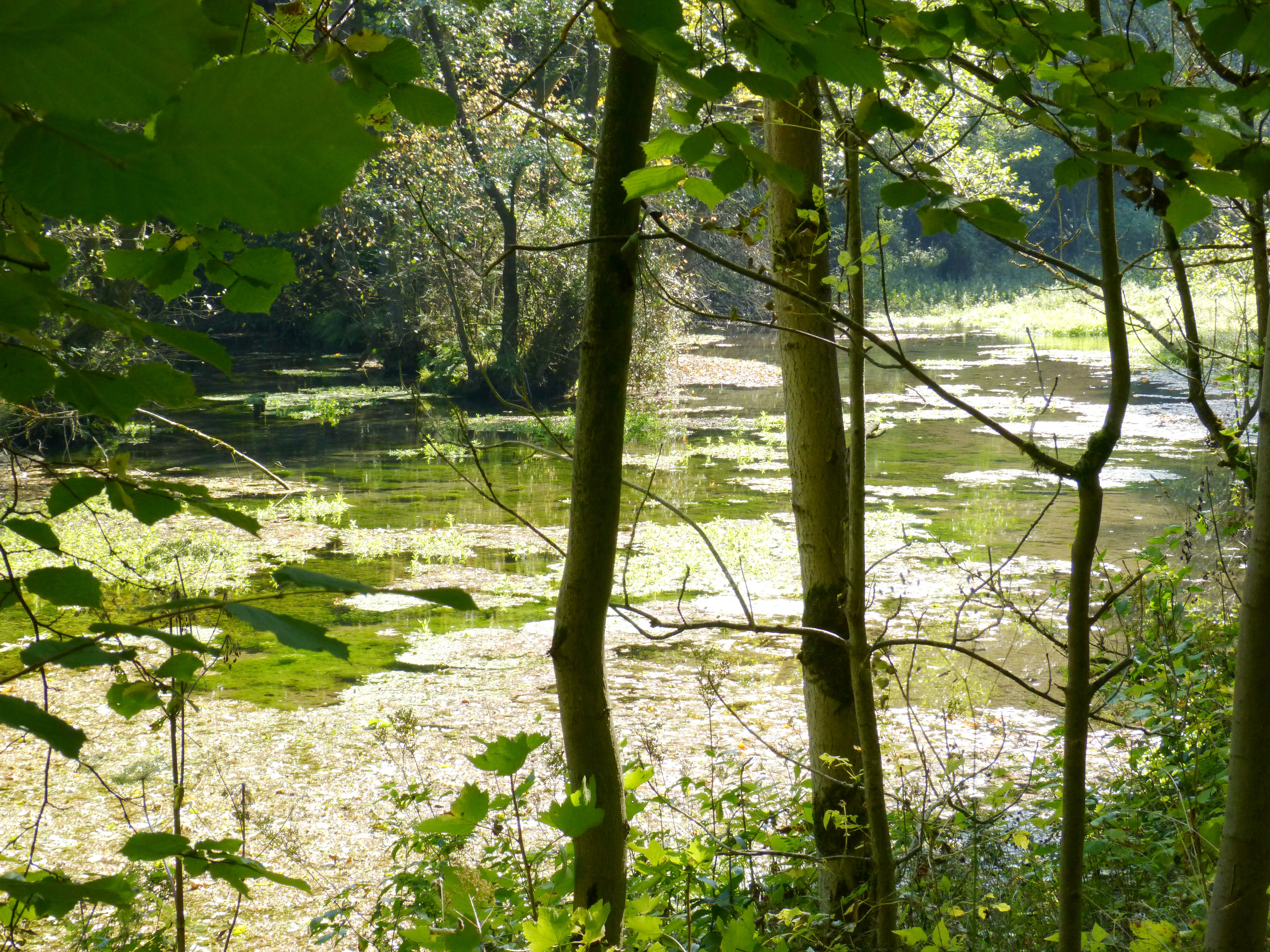
Almequelle im NSG

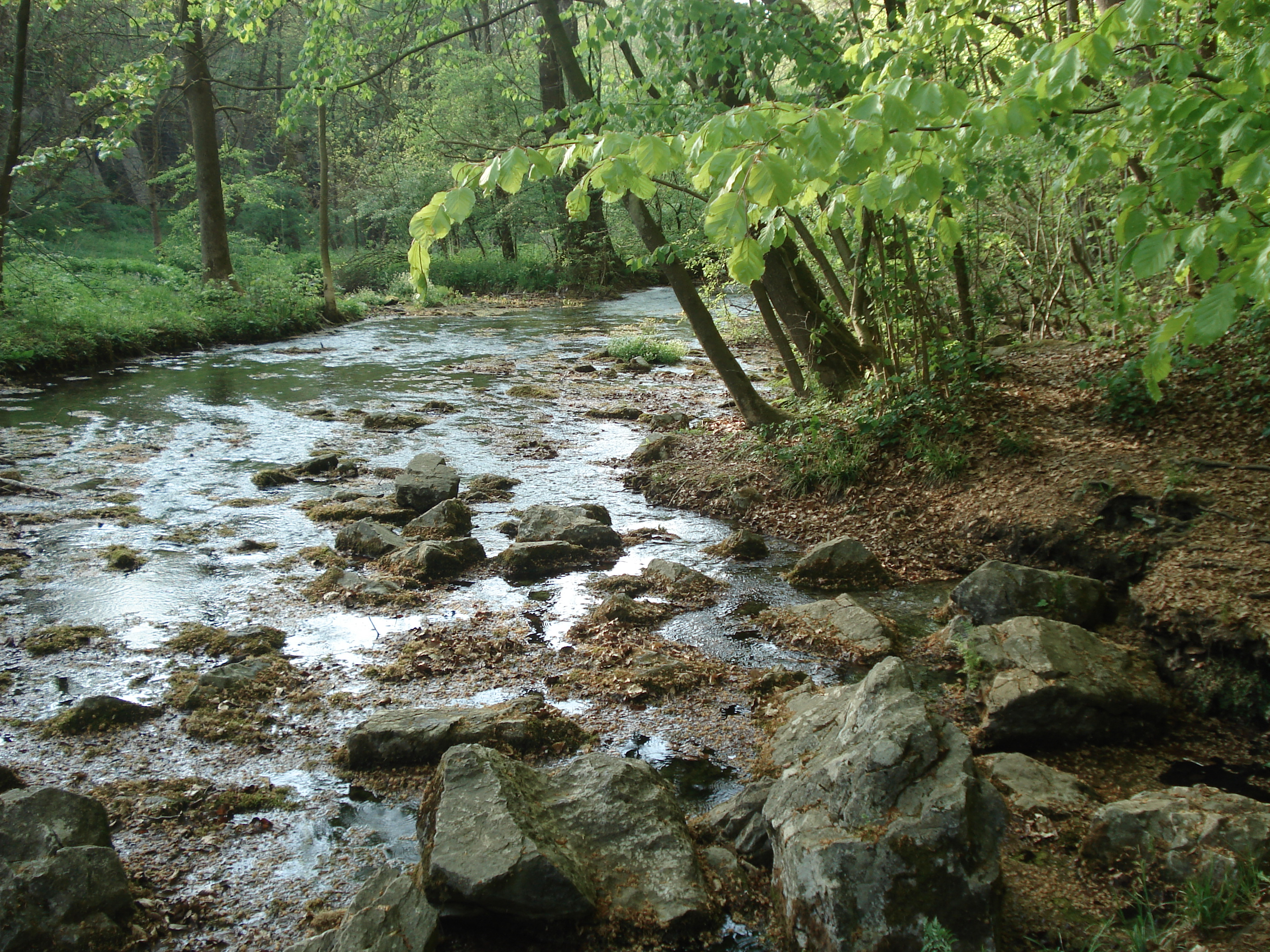
Alme

Beim NSG handelt es sich um Rotbuchenwälder mit Kalksteinfelsen und das landesweit herausragende Kalkquellgebiet der Alme. Das Quellgebiet umfasst mehrere, teilweise kräftig schüttenden Quellaustritten. Es ist eines der Quellbereiche in Deutschlands mit der größten Wasserschüttung. Im Quellbereich wächst das seltene Pyrenäen-Löffelkraut. Das Quellwasser sammelt sich in einem teils verlandeten Quellteich mit Schlammbänken, der vom Menschen umgestaltet wurde. Nördlich des Quellteiches befindet ein relativ artenreicher Erlen-Quellwald, der nach Westen in einen brennesselgeprägten Erlenbestand übergeht. Die Wälder im Mühlental stocken auf felsigen Steilhängen mit Neigungen bis zu 40 Grad mit Felsen und Felswänden bis zu 30 m Höhe. An den Kalkfelsen sind häufiger Farne wie der Braunstieliger Streifenfarn zu finden. Am ostexponierten Hang stockt südöstlich von Haus Tinne ein artenreicher Buchen-Blockschuttwald mit Bergulme, Sommerlinde und Winterlinde. Der westexponierte Hang wird von struktur-, alt-, totholz- und geophyten- und höhlenbaumreichen Buchenbeständen geprägt. Lokal steht am Oberhang das Leberblümchen. Ein weiterer struktur-, alt- und totholzreicher Buchenwald mit typischer Ausbildung des wärmeliebenden Frühlingsplatterbsen-Buchenwaldes stockt am steilen westexponierten Hang des Moosspringtales entlang der Kreisstraße 58. Lerchenspornreiche Buchenwälder setzen sich nach Süden bis zum Nehder Kopf bzw. zur Grenze mit dem Naturschutzgebiet Obere Trift östlich von Nehden fort. Immer wieder sind Kalkfelsen in die Buchenwaldkomplexe eingesprengt. Unter anderem südlich des Buchenberges und im Mühlental stocken zum NSG-ausweisungszeitpunkt junge Berg-Ahorn- und Eschenbestände im Stangenholz- und geringem Baumholzalter.

## Tier- und Pflanzenarten im NSG
Es wurden durch das Landesamt für Natur, Umwelt und Verbraucherschutz Nordrhein-Westfalen Tierarten wie Eisvogel, Forelle, Grauspecht, Grünspecht, Schwarzspecht, Stockente, Uhu und Wasseramsel nachgewiesen.
Es konnten Pflanzenarten wie Ährige Teufelskralle, Arzneibaldrian, Bachbunge, Bach-Kurzbüchsenmoos, Bitteres Schaumkraut, Blauer Wasser-Ehrenpreis, Braunstieliger Streifenfarn, Echte Brunnenkresse, Echter Arznei-Baldrian, Echtes Lungenkraut, Echtes Mädesüß, Echtes Springkraut, Einbeere, Farnähnliches Starknervmoos, Flutender Schwaden, Frauenfarn, Frühlings-Platterbse, Fuchssches Greiskraut, Gelber Eisenhut, Gemeiner Beinwell, Gemeiner Tüpfelfarn, Gewöhnliche Goldnessel, Gewöhnliche Pestwurz, Gewöhnlicher Blutweiderich, Große Fetthenne, Großes Hexenkraut, Große Sternmiere, Haarblättriger Wasserhahnenfuß, Heidelbeere, Himbeere, Kleinblütiges Springkraut, Kleiner Baldrian, Kleiner Dornfarn, Knoblauchsrauke, Kohldistel, Kriechender Hahnenfuß, Leberblümchen, Maiglöckchen, Mauerraute, Nesselblättrige Glockenblume, Pyrenäen-Löffelkraut, Quirl-Weißwurz, Raues Veilchen, Ruprechtskraut, Sanikel, Schmalblättriger Merk, Seidelbast, Sumpfdotterblume, Sumpf-Pippau, Sumpf-Schachtelhalm, Sumpf-Storchschnabel, Ufer-Schnabeldeckelmoos, Wald-Bingelkraut, Wald-Engelwurz, Wald-Gerste, Wald-Labkraut, Waldmeister, Wald-Veilchen, Wald-Wicke, Wald-Ziest, Wasserdost, Wasser-Minze, Weiches Kamm-Moos, Weiße Fetthenne, Weiße Schwalbenwurz, Wiesen-Labkraut, Wiesen-Schlüsselblume und Zerbrechlicher Blasenfarn nachgewiesen werden.

## Schutzzweck
Im NSG sollen die alten artenreichen Buchenwälder mit Felsen und Almequelle geschützt und optimiert werden. Wie bei allen Naturschutzgebieten in Deutschland wurde in der Schutzausweisung darauf hingewiesen, dass das Gebiet „wegen der Seltenheit, besonderen Eigenart und Schönheit des Gebietes“ zum Naturschutzgebiet wurde.
Der Landschaftsplan führt zum speziellen Schutzzweck auf: „Erhaltung und Optimierung eines landesweit herausragenden Kalkquellgebietes mit ausgeprägten Kalkfelsen in überregional repräsentativen Waldmeister-Buchenwäldern als schutzbedürftige Biotoptypen und als Lebensräume von tlw. seltenen und gefährdeten Tier- und Pflanzenarten; Sicherung von landschaftlich wertvollen Kleinstrukturen und Sonderstandorten wie Blockschutthalden, Quellen, Brachen, Feldgehölzen, Schlucht- und Bruchwäldern; Schutz von geologischen Aufschlüssen, Klippen, Karstquellen, Pingen und Trockentälern aus wissenschaftlichen, naturgeschichtlichen, landeskundlichen und erdgeschichtlichen Gründen; Erhaltung der besonderen Eigenart der hier erlebbaren und nachvollziehbaren Zusammenhänge zwischen bestimmten Abschnitten der erdgeschichtlichen Entwicklung dieses Raumes (Grenzgebiet der Riffkalke der Briloner Hochfläche) und den darauf fußenden ökologischen Werten und Gebietsnutzungen; Sicherung der Kohärenz und Umsetzung des europäischen Schutzgebietssystems ‚Natura 2000‘.“